# Нивки (Брестская область)
Нивки (бел. Ніўкі) — деревня в Берёзовском районе Брестской области Белоруссии. Входит в состав Песковского сельсовета.

## География
Деревня находится в центральной части Брестской области, к западу от озера Чёрного, на расстоянии приблизительно 14 километров (по прямой) к юго-востоку от города Берёза, административного центра района. Абсолютная высота — 144 метра над уровнем моря. Площадь населённого пункта — 0,6284 км².

## История
По состоянию на 1905 год, в Нивках проживало 3 человека. В административном отношении деревня входила в состав Песковской волости Слонимского уезда Гродненской губернии.
Согласно Рижскому мирному договору (1921), деревня вошла в состав межвоенной Польши. Входила в состав гмины Пески Косовского повета Полесского воеводства Польши. В 1921 году числился 251 житель, проживавших в 44 домах. В этническом составе населения того периода поляки составляли 100 %. В конфессиональном составе населения преобладали православные христиане (84 %) и иудеи (16 %).
С 1939 года в БССР, с 1940 года деревня в составе Песковского сельсовета.

## Население
По данным переписи 2019 года, в деревне проживал 121 человек.
| Год  | Население, человек |
| ---- | ------------------ |
| 1905 | 3                  |
| 1921 | ↗ 251              |
| 2009 | ↘ 142              |
| 2019 | ↘ 121              |